# Некера Бессера
Некера Бессера (Neckera besseri) — вид мохів порядку гіпнобрієвих (Hypnales).

## Поширення
Ареал охоплює такі частини світу: Європа, Північна Америка.
Населяє вапнякові або пісковикові обриви, ґрунт; помірні висоти (300–500 метрів).

## Характеристика

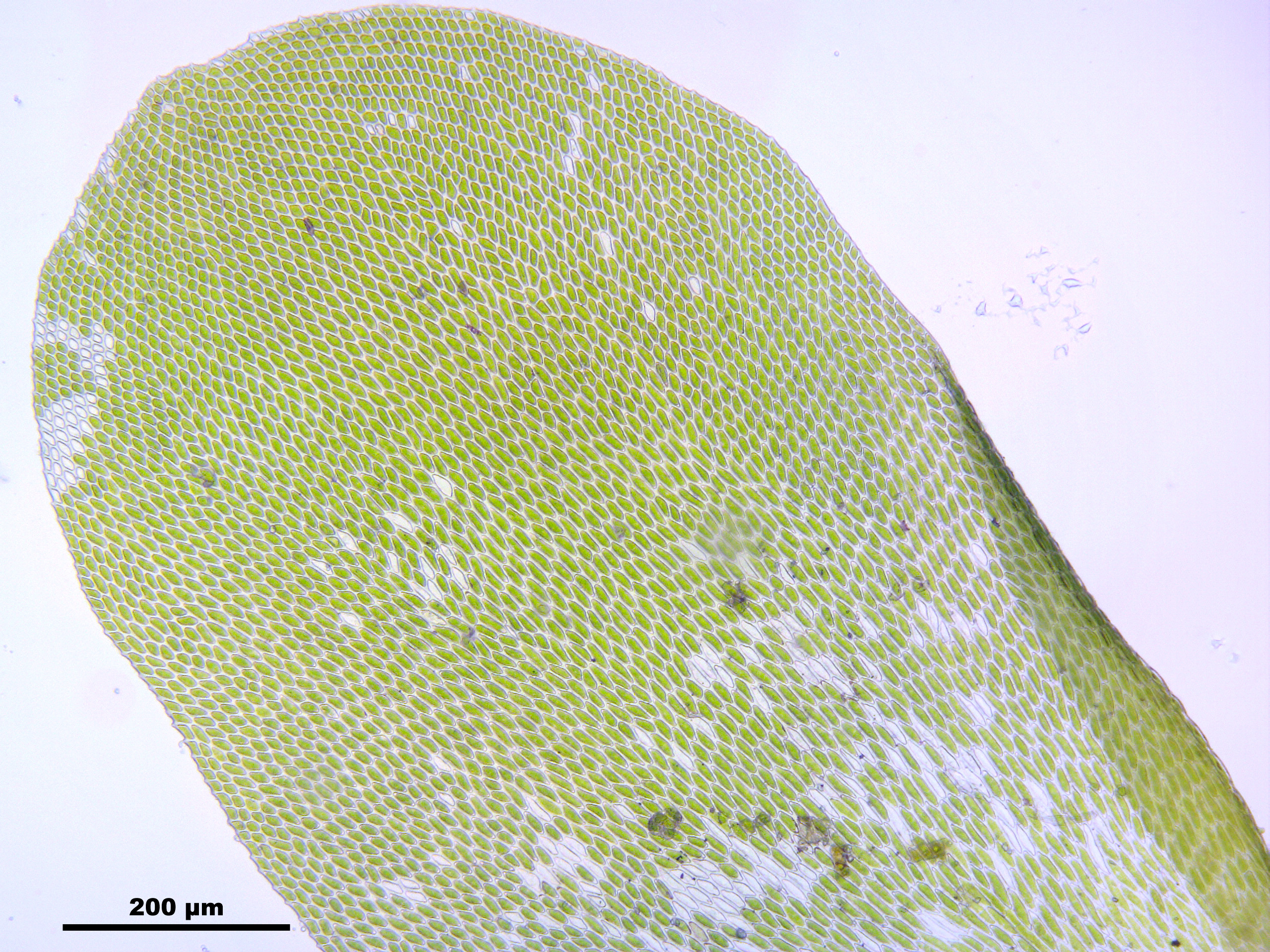

Рослини до 2 см. Стеблові листки (центральні) від яйцеподібних до обернено-яйцеподібних, плоскі, 1.1–1.3 × 0.4–0.6 мм; поля цілі; верхівка від тупої до широко-гострої.